# Irina Kotichina
Irina Viktorovna Kotichina (Russisch: Ирина Викторовна Котихина, Nizjni Novgorod, 17 december 1980) is een Russisch voormalig professioneel tafeltennisster.
Zij nam namens haar land deel aan de Olympische Zomerspelen 2008 maar won daar geen medailles.

## Belangrijkste resultaten
- Zilver met het team op de Europese kampioenschappen 2007.
- Brons in het enkelspel op de Europese kampioenschappen 2007.